# 샤리강

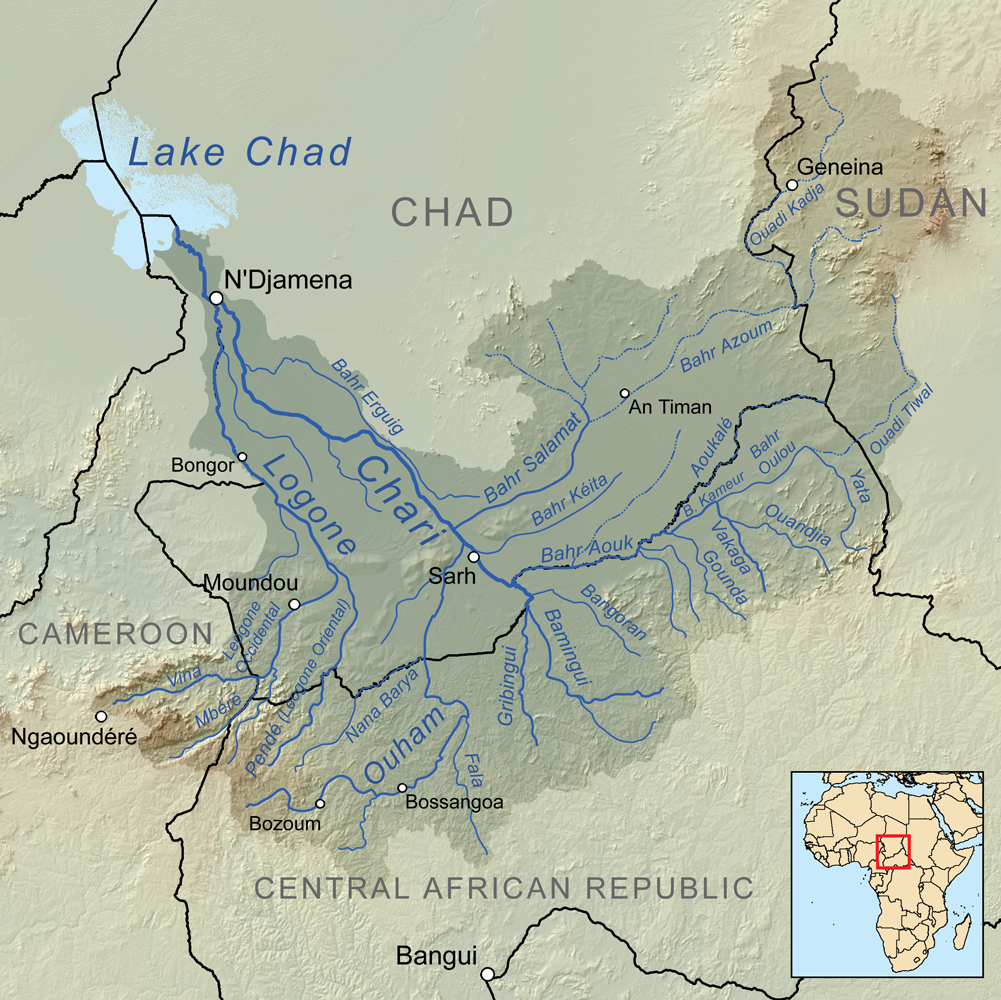

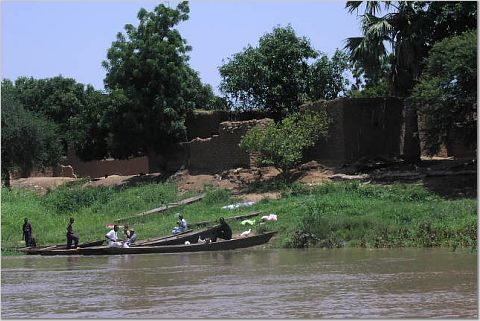

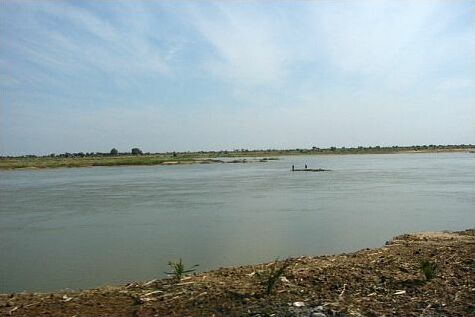

샤리강(Chari River)은 중앙아프리카공화국에서 발원해서 차드호로 흘러가는 강이다. 차드 인구의 대부분이 이 강 근처의 사르와 은자메나에 집중되어 있다. 길이는 949km, 유역은 548,747km2다. 

## 같이 보기
- 분류:차드호
- 수로